# 龙清泉
龙清泉（1990年12月3日—），湖南省龙山县人，苗族，中国男子举重运动员。龙清泉在2008年北京奥运会男子举重56公斤级决赛上，以抓举132公斤、挺举160公斤总成绩292公斤的成绩夺得该项目冠军，是本屆奧運會中現時唯一一位未有任何國際大賽經驗的中国金牌得主，傳媒將他與土耳其舉重神童穆特魯相提並論，有著「小穆特魯」之稱。2016年奥运会再次以总成绩307公斤（抓举137公斤、挺举170公斤）夺冠并打破世界纪录。

## 简历
龙清泉出生于龙山县红岩溪镇红岩村，父亲龙光武、母亲谢祖英均系农民。在龙清泉参加2008年奥运以前，父母一直在安徽省宣城市打工，直至7月24日龙被入选2008年中国奥运代表团后父母才返回湖南老家。
龙清泉9岁开始入龙山县业余体校接受举重训练，并结识启蒙教练向亿红，2000年入湘西州体校。2002年，参加湖南省第九届运动会获得男子丙组38公斤级举重金牌；2004年参加湘西州第十届运动会获男子组48公斤级比重、抓举70公斤第一名、总成绩160公斤第一名；2006年参加湖南省第十届运动会获男子乙组52分斤级的比赛，以255公斤的成绩获金牌。2008年4月20日，在福建省泉州市举行的全国男子举重锦标赛上，龙清泉挺举160公斤、抓举132公斤，获得总成绩和挺举第一、抓举第二。2012年，由於在隊內選拔中不敵吳景彪，龙清泉無緣參加倫敦奧運會。
2016年8月7日，在里约奥运会男子举重56公斤级决赛上，龙清泉抓举137公斤，挺举170公斤，总成绩307公斤，以4公斤的优势力挫劲敌严润哲夺冠，并打破了有“举重神童”之称的土耳其传奇运动员穆特鲁在2000年悉尼奥运会上创造的，沉寂16年之久的总成绩世界纪录。这是他时隔八年再次获得奥运冠军，成为了继占旭刚及陈艳青后第三位在奥运举重项目中获得两枚金牌的中国选手。

## 个人生活
龙清泉的偶像是香港艺人刘德华，他说：“穆特鲁距离我太遥远了，刘德华就不一样了，他经常会在电视上看见，人长得帅，歌唱得好，演戏又棒，尤其是做事非常执着，做人也很谦和。”

## 主要战绩
- 2007年全国冠军赛冠军，总成绩286公斤。
- 2008年全国锦标赛抓举亚军、挺举冠军、总成绩冠军。
- 2008年北京奥运会男子举重56公斤级冠军，总成绩292公斤。
- 2016年里约奥运会男子举重56公斤级冠军，总成绩307公斤并打破世界记录。